# HD248321
HD248321 є хімічно пекулярною зорею спектрального класу
A2 й має видиму зоряну величину в смузі V приблизно  9,6.